# 스프링보키
스프링보키(Springbokkie, 아프리칸스어로 ‘작은 스프링복’을 의미)는 남아프리카 공화국에서 인기 있는 칵테일 슈터다. 페퍼민트 리큐어와 아마룰라로 구성되어 있으며, 이름은 남아프리카공화국의 럭비 국가대표팀인 ‘스프링복스(Springboks)’에서 유래했다. 이 팀은 남아공의 상징적인 동물인 스프링복에서 이름을 따 왔으며, 전통적으로 초록색과 흰색 유니폼을 착용한다. 레시피에 따라 아마룰라와 페퍼민트 리큐어의 비율은 상당히 다양하다.